# Intestin subțire
Intestinul subțire (numit astfel deoarece diametrul său, de 2,5 cm, este cu mult mai mic decât diametrul intestinului gros, de 8 cm) reprezintă segmentul aparatului digestiv, situat între stomac și colon (intestin gros). Poate avea o lungime de până la 4~6m. Are aproximativ 250 metri pătrați de suprafață cu rol de absorbție .

## Structură
Intestinul subțire constă din 3 părți:
- Duodenul
- Jejunul
- Ileonul

## Funcții
Marea majoritatea a proceselor, ce se desfășoară în cadrul digestiei, au loc în intestinul subțire, printre care cele mai importante procese ar fi:
- descompunerea grăsimilor în acizi grași
- descompunerea carbohidraților complecși în glucoză
- ruperea lanțurilor peptidice ale proteinelor și transformarea în aminoacizi simpli
- absorbția aminoacizilor, acizilor grași și glucozei în sânge